# Municipio de Grums
Grums (en sueco: Grums kommun) es un municipio de la provincia de Värmland, en el suroeste de Suecia. Su sede se encuentra en la localidad de Grums. Como muchos de los municipios de Suecia, la entidad actual se creó en 1971. La ciudad de mercado (köping) de Grums (instituida como tal en 1948) se fusionó con Ed y la parroquia Värmskog del disuelto municipio de Stavnäs, formando así el municipio de Grums.

## Localidades
Hay tres áreas urbanas (tätort) en el municipio:
| # | Tätort     | Población |
| - | ---------- | --------- |
| 1 | Grums      | 5053      |
| 2 | Slottsbron | 1050      |
| 3 | Segmon     | 416       |